# Đội tuyển Davis Cup Việt Nam
Đội tuyển David Cup Việt Nam là đại diện của Việt Nam tại giải quần vợt Davis Cup và được Liên đoàn quần vợt Việt Nam quản lý.
Việt Nam hiện đang thi đấu tại khu vực châu Á/châu Đại Dương nhóm II. Việt Nam từng lọt vào chung kết khu vực Đông A năm 1964 và khu vực Đông B năm 1965 và 1969.

## Lịch sử
Việt Nam lần đầu góp mặt tại Cúp Davis vào năm 1964. Giai đoạn 1974-2003 Việt Nam không tham gia. Họ thi đấu tại Khu vực châu Á/châu Đại Dương nhóm II vào năm 2014 và năm 2016.

### 2016
Ở khu vực châu Á/châu Đại Dương nhóm II, Việt Nam hạ Indonesia 3-2 trong vòng đầu (diễn ra vào đầu tháng 3), thua Thái Lan tại vòng bán kết diễn ra từ 15 tới 17 tháng 7.

## Đội tuyển hiện tại (2004)[2]
- Trương Vinh Hiển (đơn vị TP. Hồ Chí Minh)
- Đinh Viết Tuấn Minh (đơn vị TP. Hồ Chí Minh)
- Vũ Hà Minh Đức (đội tuyển Hải Đăng Tây Ninh)
- Phạm La Hoàng Anh (đội tuyển Hải Đăng Tây Ninh)
- Nguyễn Văn Phương (đội tuyển Quân đội)

Huấn luyện viên: Trương Quốc Bảo - Trung tâm Thể dục thể thao Quốc phòng II - Quân khu 7

## Kết quả
| Năm  | Khu vực         | Vòng                  | Đối thủ                        | Tỉ số | Kết quả                                     |
| ---- | --------------- | --------------------- | ------------------------------ | ----- | ------------------------------------------- |
| 2014 | Á/Đại Dương II  | Play-off xuống hạng   | Sri Lanka                      | 2–3   | Xuống chơi tại Khu vực Á/Đại Dương nhóm III |
| 2015 | Á/Đại Dương III | Play-off hạng 1 tới 4 | Hồng Kông                      | 2–0   | Lên chơi tại Khu vực Á/Đại Dương nhóm II    |
| 2016 | Á/Đại Dương II  | Vòng 1                | Indonesia                      | 3–2   | Trụ lại Khu vực Á/Đại Dương nhóm II         |
| 2016 | Á/Đại Dương II  | Bán kết               | Thái Lan                       | 0–5   | Trụ lại Khu vực Á/Đại Dương nhóm II         |
| 2017 | Á/Đại Dương II  | Vòng 1                | Hồng Kông                      | 2–3   | Xuống chơi tại Khu vực Á/Đại Dương nhóm III |
| 2017 | Á/Đại Dương II  | Play-off              | Iran                           | 0-3   | Xuống chơi tại Khu vực Á/Đại Dương nhóm III |
| 2018 | Á/Đại Dương III | Vòng bảng             | Châu Đại Dương Thái Bình Dương | 2–1   | Lên chơi tại Khu vực Á/Đại Dương nhóm II    |
| 2018 | Á/Đại Dương III | Vòng bảng             | Campuchia                      | 3–0   | Lên chơi tại Khu vực Á/Đại Dương nhóm II    |
| 2018 | Á/Đại Dương III | Vòng bảng             | Malaysia                       | 3–0   | Lên chơi tại Khu vực Á/Đại Dương nhóm II    |
| 2018 | Á/Đại Dương III | Play-off              | Qatar                          | 3–0   | Lên chơi tại Khu vực Á/Đại Dương nhóm II    |